# Antonio Jiménez Quiles
Antonio Jiménez Quiles (* 11. Juli 1934 in Granada; † 15. Juni 2023) war ein spanischer Radrennfahrer und nationaler Meister im Radsport.

## Sportliche Laufbahn
Antonio Jiménez Quiles war im Straßenradsport aktiv. Als Unabhängiger siegte er 1955 in der Vuelta Ciclista a Navarra und auf einer Etappe der Volta a la Comunitat Valenciana. Hinter Jean Dotto wurde er bei seiner ersten Teilnahme Zweiter der Vuelta a España. 1956 gewann er erneut eine Etappe der Volta a la Comunitat Valenciana. Die spanische Bergmeisterschaft gewann er 1957, im Gran Premio de la Bicicleta Eibarresa holte er einen Etappensieg und in der nationalen Meisterschaft im Straßenrennen wurde er Dritter. In der Saison 1958 gelang ihm ein Tageserfolg in der Vuelta a España. Zum zweiten Mal Bergmeister wurde Jiménez Quiles 1960. 1961 gewann er eine Etappe der Portugal-Rundfahrt. Von 1958 bis 1963 war er als Berufsfahrer aktiv. Die Vuelta a España bestritt er achtmal. 1955 wurde er 2., 1956 29., 1958 25., 1959 34., 1961 22. und 1967 27. der Gesamtwertung. 1957 und 1960 war er ausgeschieden.